# Dragoš Cvetković
Dragoš Cvetković (Sremska Mitrovica, 6. mart 1941) jedan je od najpoznatijih srpskih matematičara i naučnika.

## Porodica
Otac Mladen bio je najpre sveštenik, a potom pravnik, a majka Jelka (rođ. Krstonošić), koja je vodila privatnu gvožđarsku radnju, na Žitnom trgu, kasnije je predavala istoriju u mitrovačkim školama. Dragoš ima dva mlađa brata – Ljubomira, doktora elektrotehničkih nauka i Srđana, internacionalnog šahovskog majstora.

## Studije
Diplomirao je 1964. godine na Odseku za tehničku fiziku Elektrotehničkog fakulteta u Beogradu. Gotovo kompletna karijera Dragoša Cvetkovića – studentska, pedagoška, istraživačka i naučna – biće vezana za matični Elektrotehnički fakultet u Beogradu. Doktorat matematičkih nauka stekao je 1971. godine na istom fakultetu sa tezom iz teorije grafova. Njegova doktorska teza, preveden na engleski jezik u skraćenoj formi, privukla je dosta pažnje. Ovaj rad, naročito u dopunjenoj verziji, čak i danas služi kao izvor informacija mnogim istraživačima iz raznih oblasti. U periodu 1965—1973. godine Cvetković je radio kao asistent na Katedri za matematiku Elektrotehničkog fakulteta u Beogradu. Za docenta je izabran 1973, za vanrednog profesora 1979, a za redovnog 1986. godine pri istoj katedri. Za dopisnog člana SANU izabran je 12. decembra 1985. godine, a za redovnog 27. oktobra 1994. godine.

## Profesionalna karijera
Profesor Cvetković aktivno sarađuje sa mnogim značajnim centrima za razvoj teorije grafova. Školsku 1975/76 godinu provodi na Odeljenju za matematiku Tehničkog Univerziteta u Eindhoven-u sa stipendijom za naučno-istraživački rad tog univerziteta, 1983. godine je gostujući profesor na Visokoj tehničkoj skoli u Ilmenau, dok školske 1985/86 godine boravi na Univerzitetu u Stirling-u kao nosilac stipendije fondacije Carnegie. Godine 1991. izabran je za počasnog profesora Univerziteta u Stirling-u. Od kraćih studijskih boravaka pomenimo samo neke: 1978. Cvetković gostuje na University of Manitoba, 1980. godine odlazi na studijsko putovanje u SAD i Kanadu gde obilazi više univerziteta, 1989, 1993, 1998, 2001 i 2005 bio je u Velikoj Britaniji po pozivu Britanskog fonda za naučni rad i Međunarodnog matematičkog centra iz Edinburgh-a. Tokom boravaka u Velikoj Britaniji 1993. i 2001. godine bio je jedan od organizatora međunarodnih konferencija za algebarsku teoriju grafova u Edinburgh-u. Sa radovima je učestvovao na velikom broju naučnih konferencija u našoj zemlji i inostranstvu, često kao pozvani predavač. Održao je veći broj stručnih predavanja na raznim univerzitetima i drugim naučnim institucijama širom bivše Jugoslavije, po Evropi, Americi i Australiji.

## Stručni radovi
Akademik Cvetković je dugogodišnji saradnik Matematičkog instituta SANU i član Naučnog veća tog instituta. Član je redakcionih odbora časopisa Yugoslav Journal of Operations Research i Publikacije matematičkog instituta, bio je glavni urednik Publikacija Elektrotehničkog fakulteta, Serija matematika i jedan od urednika međunarodnog časopisa Linear and Multilinear Algebra. Jedno vreme je bio član redakcije časopisa Journal of Graph Theory. U stalnom je recenzentskom sastavu u nekoliko međunarodnih časopisa za teoriju grafova i kombinatoriku, kao i u nekoliko referativnih časopisa. U periodu od 1997. do 2001. godine bio je predsednik Jugoslovenskog udruženja za primenjenu i industrijsku matematiku. Objavio je preko 200 naučnih radova u inostranim i domaćim naučnim časopisima i zbornicima radova sa naučnih konferencija i 68 knjiga, racunajući i ponovljena izdanja. Poznata je njegova monografija "Spectra of Graphs" (koautori M.Doob i H.Sachs), prva i jedina ove vrste u svetu koja je doživela tri engleska izdanja (1979, 1982 i 1995) i prevod na ruski jezik (1984). Nastavak ove knjige je monografija "Recent results in the Theory of Graph Spectra" (koautori M.Doob, I.Gutman i A.Torgasev, 1988), a novija istraživanja obuhvaćena su knjigama "Ëigenspaces of Graphs" i "Spectral generalizations of line graphs: On graphs with least eigenvalue -2", (Cambridge University Press, koautori P.Rowlinson i S.Simic) objavljenih 1997. i 2004. godine. Od knjiga na srpskom jeziku ističu se "Teorija grafova i njene primene" (1971, 1977, 1981, 1986, 1990), "Diskretne matematičke strukture - matematika za kompjuterske nauke" (1978, 1983, 1987), "Kombinatorna teorija matrica sa primenama u elektrotehnici, hemiji i fizici" (1980, 1987) i "Kombinatorika - klasična i moderna" (1984, 1990).
Penzionisan je 2006. godine na ETF-u posle čega je angažovan u Matematičkom institutu SANU.

## Spoljašnje veze
- Biografija na sajtu SANU (stari sajt)
- Biografija na sajtu SANU
- Dragoš Cvetković (research.com)